# Успенская волость (Псковская область)
Успенская волость —  упразднённая административно-территориальная единица 3-го уровня и бывшее муниципальное образование со статусом сельского поселения в Великолукском районе Псковской области России.
Административный центр — деревня Успенское.

## География
Территория волости граничила на западе с Пореченской и Купуйской волостями, на северо-западе и севере — с Лычёвской и Шелковской волостями Великолукского района, на востоке — с Куньинским районом, на юге — с Усвятским районом.
На территории Успенской волости располагались озёра: Савинское (1,7 км², глубиной до 2,1 м), Сиверст или Сиверстское (1,4 км², глубиной до 8 м) и другие, в том числе самое глубокое в волости и районе озеро Чистое (0,8 км², глубиной до 20,0 м)

## Население
| 2002 | 2010  | 2012  | 2013  | 2014  | 2015  |
| ---- | ----- | ----- | ----- | ----- | ----- |
| 580  | ↗1058 | ↗1091 | ↘1067 | ↘1034 | ↘1009 |

## Населённые пункты
В состав Успенской волости входили 54 деревни: Авинчище, Азарьково, Анисимово, Бандино, Березье, Болхово, Букино, Васьково, Виноградово, Воробьево, Голышено, Горки, Гусаково, Зуево, Игнашево, Изосенки, Каменистик, Кашино, Клевино, Колотово, Комарово, Краснополье, Крупышево, Ломки, Лохново, Мартиново, Мухино, Мякишево, Медведково, Нестроево, Овсянкино, Песенково, Песчаха, Пирогово, Плаксино, Разинки, Рудново, Савино, Сенчиты, Сиверст, Сигорицы, Сопки, Спириденки, Успенское, Ушани, Федорково, Филиппково, Химино, Царево, Черкасово, Темрево, Тронино, Шляпино, Щерганиха.

## История
Постановлением Псковского областного Собрания депутатов от 26 января 1995 года все сельсоветы в Псковской области были переименованы в волости, в том числе Успенский сельсовет был превращён в Успенскую волость.
Законом Псковской области от 28 февраля 2005 года в границах волости было также создано муниципальное образование Успенская волость со статусом сельского поселения с 1 января 2006 года в составе муниципального образования Великолукский район со статусом муниципального района.
Законом Псковской области от 10 декабря 2014 года Успенская волость была упразднена, а её территория включена в  состав Лычёвской волости.